# 娄宿增十一
娄宿增十一，即白羊座κ （κ Ari，拜耳命名法）或白羊座12（佛兰斯蒂德命名法），是一个位于白羊座的联星系统，距离地球约187光年。
娄宿增十一是一个光谱联星系统，拥有一颗A-型主序星，视星等为+5.03。联星系统的旋转周期为15.29日。